# Humen-Brücke
Die Humen-Perlfluss-Brücke (chinesisch 虎門大橋 / 虎门大桥, Pinyin Hǔmén Dàqiáo, Jyutping Fu2mun4 Dai6kiu4) ist eine Brücke über dem Perlfluss bei der Stadt Humen  in der Provinz Guangdong in Südchina. Sie besteht aus zwei Hauptteilen – einer Hängebrückenkonstruktion und einem Abschnitt aus Betonsegmenten. Über die Brücke wird der Bezirk Nansha in Guangzhou mit der Stadt Humen in Dongguan verbunden. Die Brücke ist ebenfalls von Bedeutung, da sie die größeren Wirtschaftsregionen Shenzhen und Zhuhai verbindet. Der Baugrund rund um die Brücke ist  mit Felsgestein und dünnen Bodenschichten auf dem Gestein ziemlich günstig, wobei der Baugrund sich auf beiden Flussseiten unterscheidet. Die Brücke wurde  1997 fertiggestellt. Ihre Hauptspannweite beträgt 888 Meter. Der längste Betonsegmentabschnitt ist 237 Meter lang, was diesen zu einem der längsten seiner Art weltweit macht. Ihre Gesamtlänge beträgt 3.618 Meter. Sie ist Teil der Autobahn Dongguan–Foshan (G9411). Eine neue Brücke mit dem Namen Zweite Humen-Brücke (虎门二桥) soll in der Nähe der Humen-Perlfluss-Brücke gebaut werden, um die ältere Brücke vor Überlastung durch zu viel Verkehr zu schützen.

## Abschnitte und Spezifikationen
Die Brücke besteht aus fünf Teilen: der östlichen und westlichen Auffahrt, einer Hängebrückenkonstruktion, einem Betonsegmentabschnitt und einem mittleren Verbindungsabschnitt. Da im Perlflussdelta oft Taifune  auftreten, wurde für das Design der Brücke eine zulässige Windlast von 219 km/h angenommen.

## Galerie

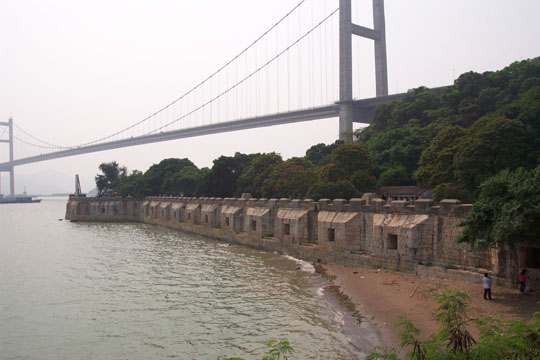
Humen-Perlfluss-Brücke und die Weiyuan-Festung im Vordergrund
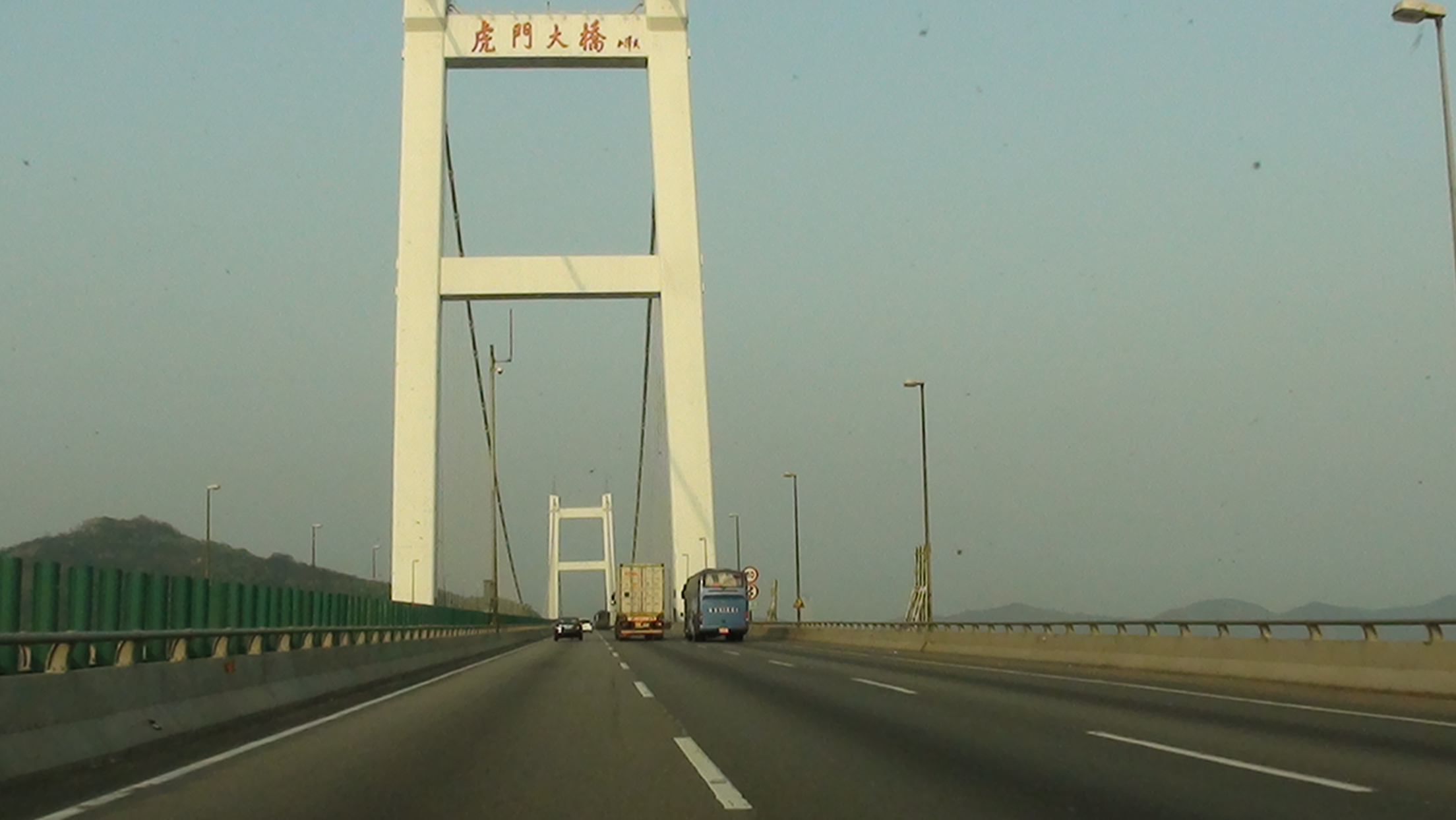
Ausblick vom Brückendeck der Humen-Perlfluss-Brücke
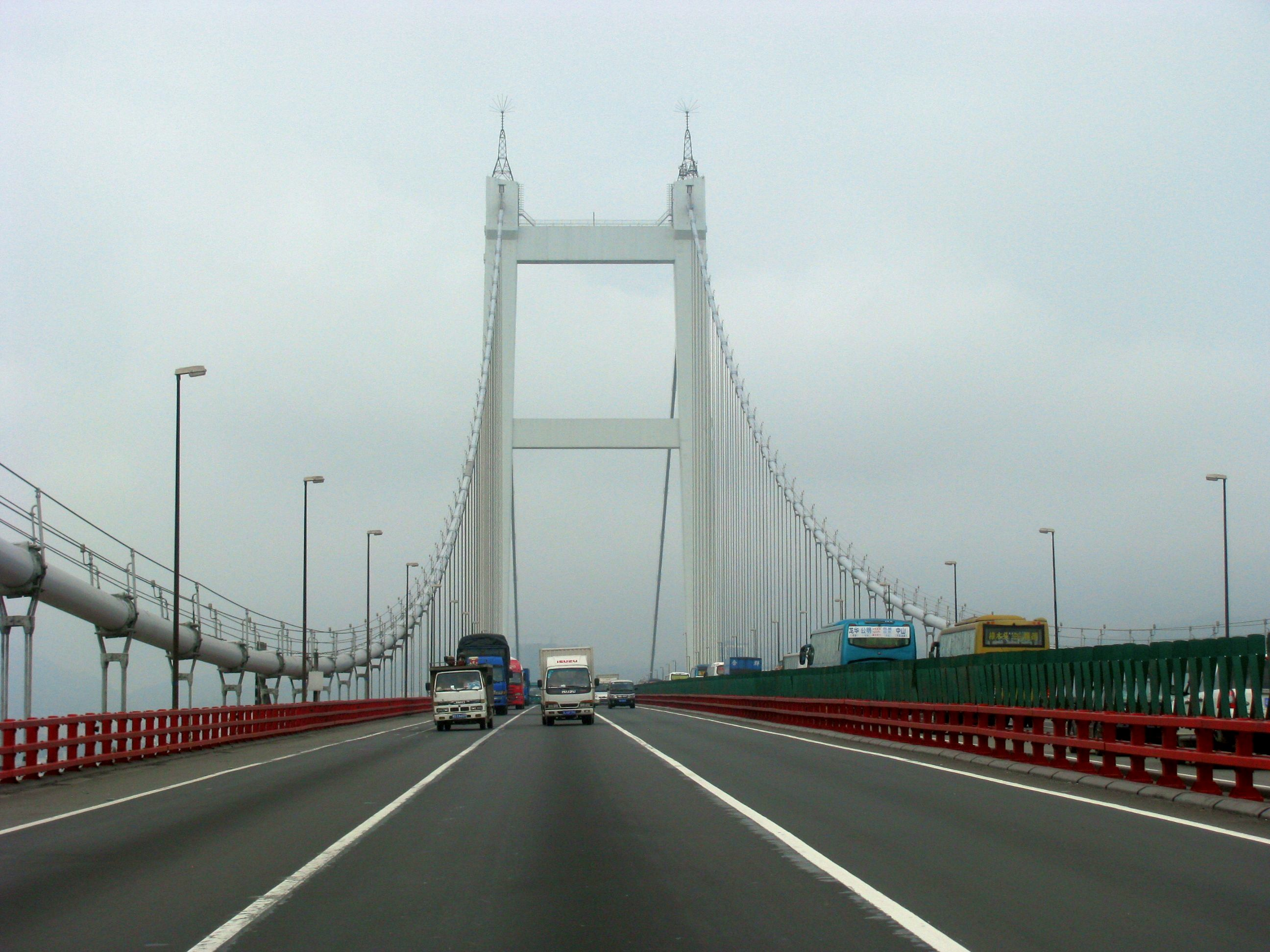
Fahrbahn und Pylon der Humen-Perlfluss-Brücke
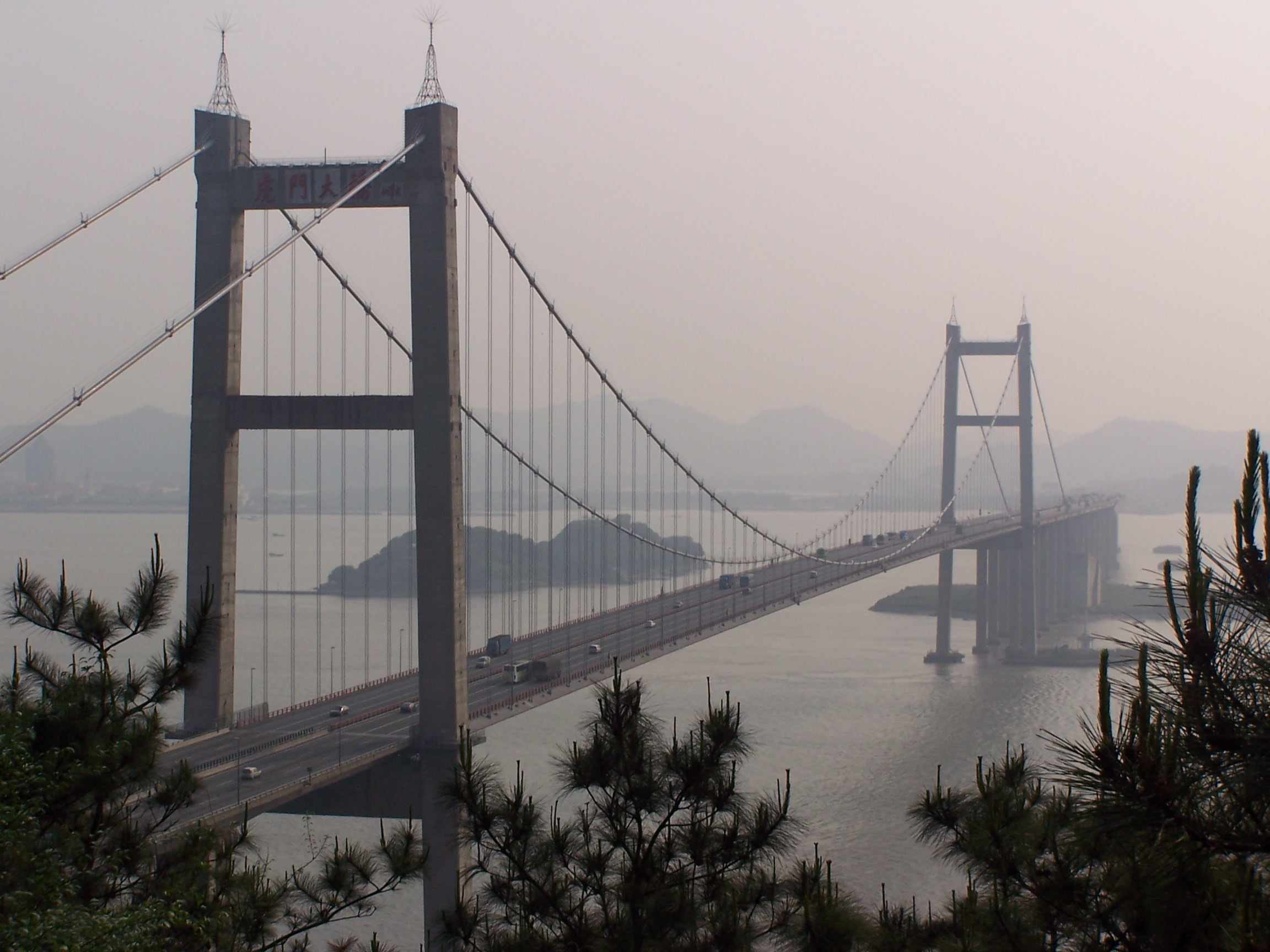
Humen-Perlfluss-Brücke